# Jiujiang Lushan Airport
Jiujiang Lushan Airport är en flygplats i Kina. Den ligger i prefekturen Jiujiang Shi och provinsen Jiangxi, i den sydöstra delen av landet, omkring 89 kilometer norr om provinshuvudstaden Nanchang.
Runt Jiujiang Lushan Airport är det tätbefolkat, med 476 invånare per kvadratkilometer. Närmaste större samhälle är Minshan, 6,0 km nordväst om Jiujiang Lushan Airport. Trakten runt Jiujiang Lushan Airport består till största delen av jordbruksmark.
Genomsnittlig årsnederbörd är 2 141 millimeter. Den regnigaste månaden är maj, med i genomsnitt 334 mm nederbörd, och den torraste är januari, med 59 mm nederbörd.